# ماهیچه پهن اندرمیانی
ماهیچه پهن اندرمیانی یا عضله واستوس اینترمدیوس (انگلیسی: Vastus intermedius muscle) بخشی از ماهیچه چهارسر ران است.
ماهیچه پهن اندرمیانی در بالا به استخوان ران چسبیده و در پایین به لبه بالایی استخوان کشکک متصل می‌شود. بخش اعظم این ماهیچه در پشت ماهیچه راست رانی پنهان شده است.

## نگارخانه

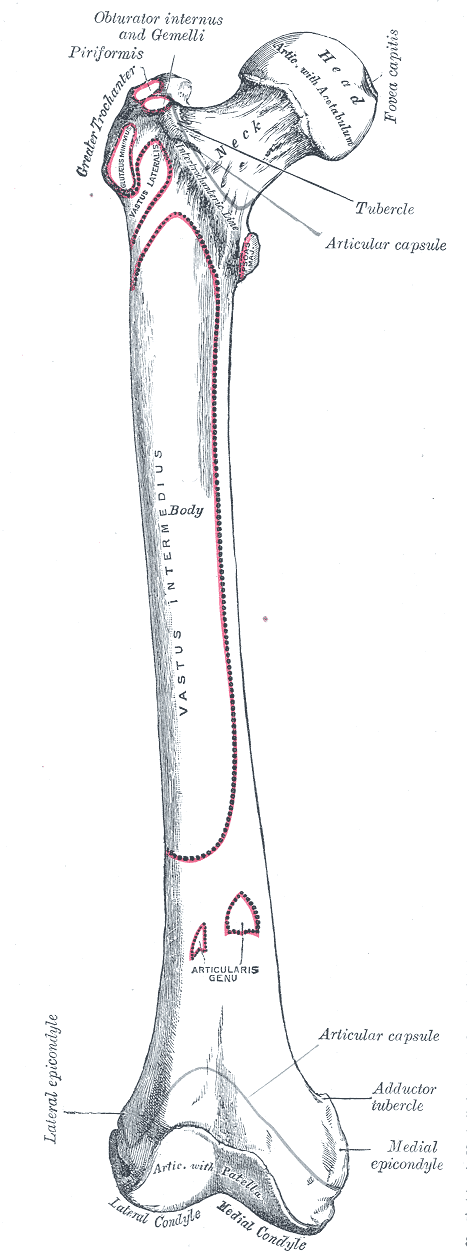
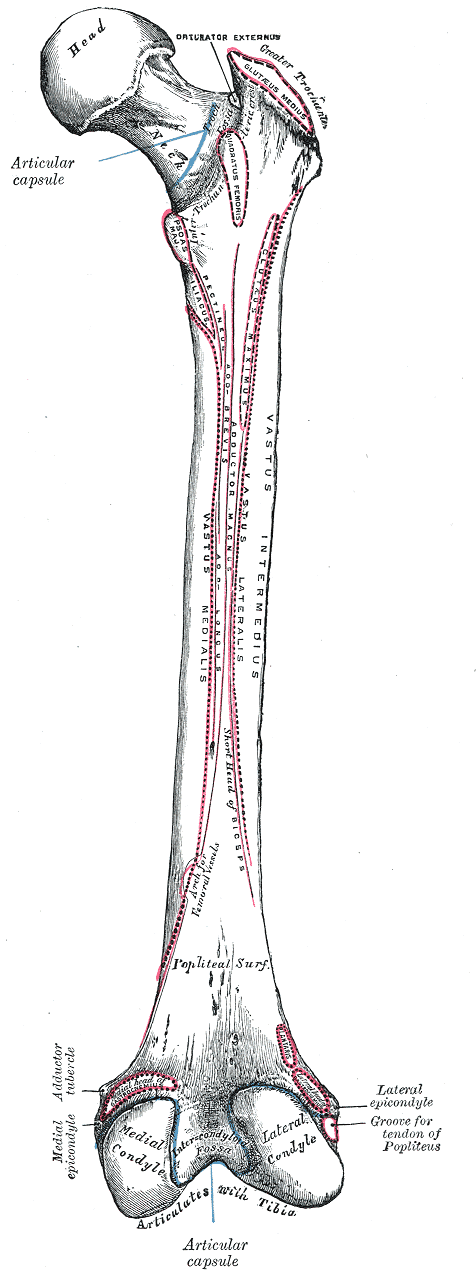
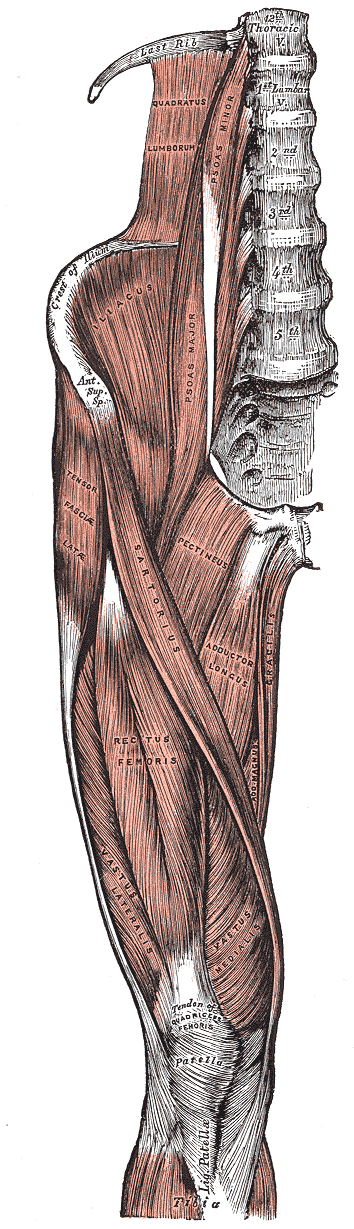
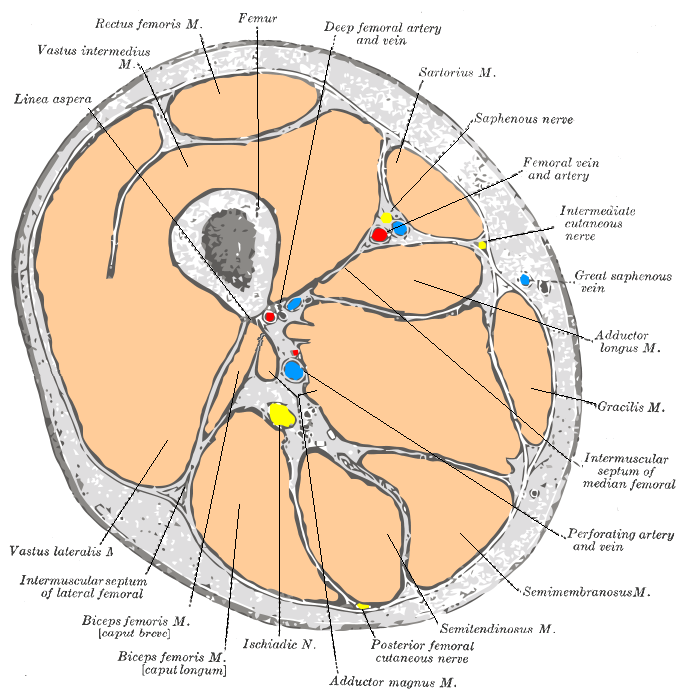
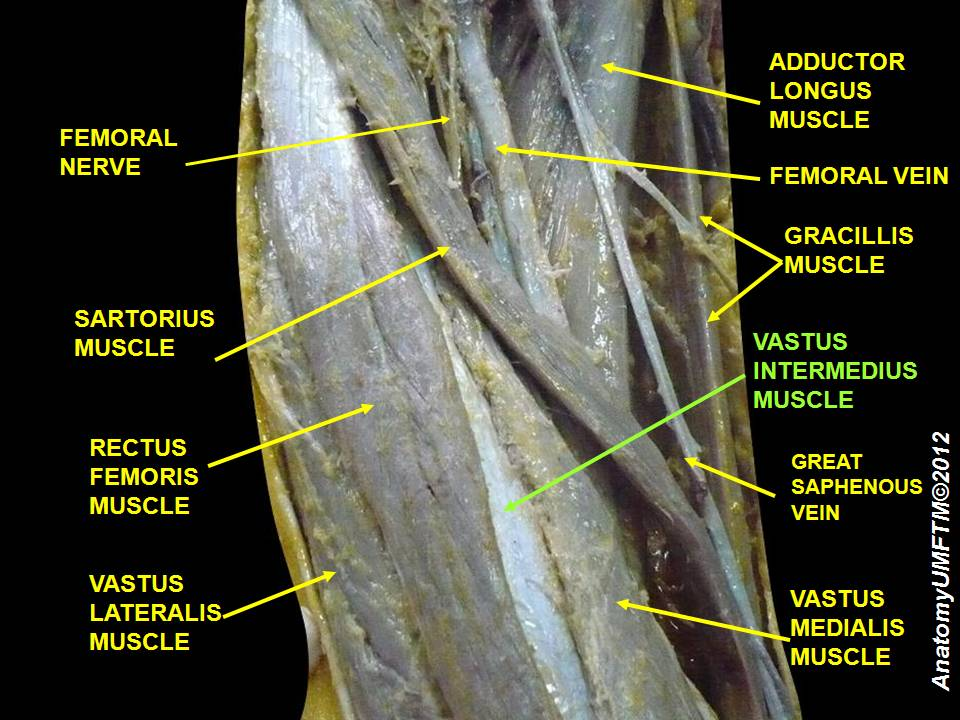
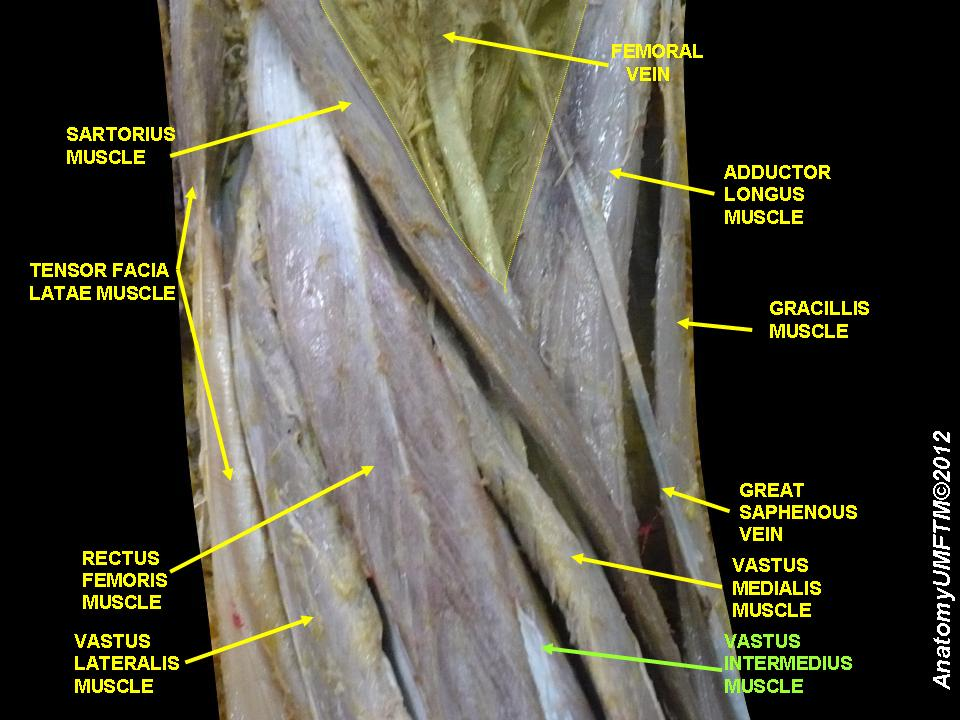
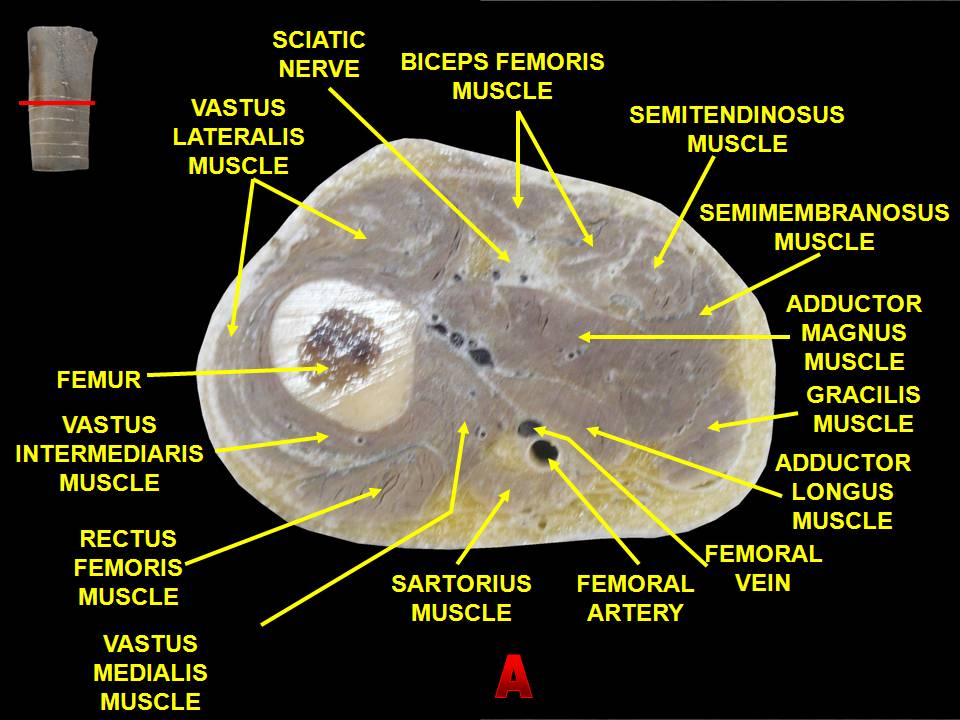
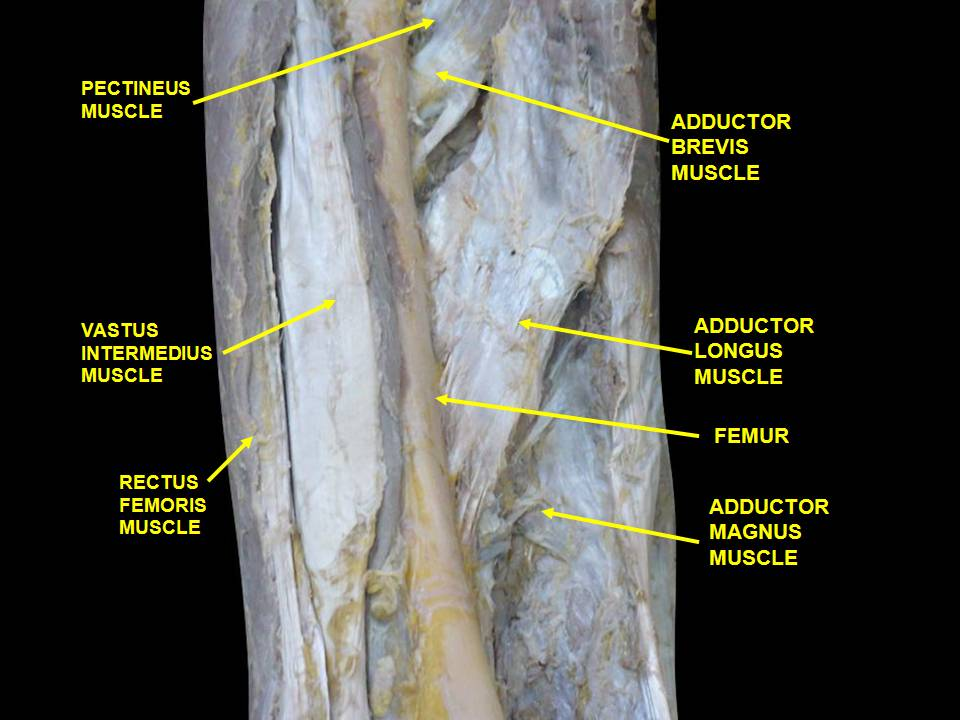